# Stelis pardipes
Stelis pardipes är en orkidéart som beskrevs av Heinrich Gustav Reichenbach. Stelis pardipes ingår i släktet Stelis och familjen orkidéer. Inga underarter finns listade i Catalogue of Life.